# Exergie
Exergie is de maximale hoeveelheid arbeid die (in theorie) uit een medium (vloeistof, gas) gewonnen kan worden bij het in evenwicht brengen met de omgeving. De energie die bij een gegeven proces verloren gaat, wordt wel anergie genoemd.
Het benutten van alle exergie is alleen mogelijk langs reversibele (omkeerbare) weg.
Een voorbeeld van een omkeerbare weg is (onder bepaalde voorwaarden) adiabatische compressie: bij het samendrukken van (ideaal) gas in een cilinder veert de zuiger weer terug naar de uitgangspositie wanneer de kracht wordt opgeheven. De arbeid die nodig was voor het samendrukken komt bij het terugveren weer vrij, tenminste als er intussen geen warmte-uitwisseling met de omgeving is geweest. De andere omkeerbare weg is warmte-uitwisseling zonder temperatuurverschil. Dit is echter alleen te benaderen, omdat voor een warmtestroom juist een temperatuurverschil nodig is, hoe klein ook. Ten slotte mag beweging niet worden omgezet in warmte zoals gebeurt in een smoorventiel (een adiabatisch maar onomkeerbaar proces). Ook het mengen van media van verschillende temperatuur is niet omkeerbaar.
Een voorbeeld van een proces met een hoog exergieverlies is de cv-ketel: hier wordt warmte overgedragen bij een groot temperatuurverschil, namelijk van de zeer hete gasvlam op het relatief koude verwarmingswater.